# حزب سوسیالیست اسکاتلند
حزب سوسیالیست اسکاتلند (به انگلیسی: Socialist Party Scotland) حزبی در کشور اسکاتلند وابسته به سازمان جهانی مارکسیست و تروتسکیست کمیته بین‌المللی کارگران است. حزب سوسیالیست اسکاتلند حزب خواهر حزب سوسیالیست در انگلیس و ولز است. حزب سوسیالیست اسکاتلند در ائتلاف اتحادیه‌های صنفی و سوسیالیست (TUSC) نقش اصلی را ایفا می‌کند که در انتخابات عمومی ۲۰۱۵ و انتخابات پارلمان اسکاتلند ۲۰۱۶ ده نامزد در اسکاتلند وجود داشت. از ده نامزد TUSC اسکاتلندی در سال ۲۰۱۵ چهار نفر از اعضای حزب سوسیالیست اسکاتلند بودند. TUSC در انتخابات عمومی انگلستان ۲۰۱۷ و انتخابات سراسری ۲۰۱۹ انگلستان کاندیدا نشد زیرا آنها از جرمی کوربین به عنوان رهبر حزب کارگر انگلستان در تلاش برای نخست‌وزیر بعدی انگلیس حمایت می‌کنند. TUSC در انتخابات شورای ۲۰۱۷ اسکاتلند در کنار داندی در برابر برش‌ها ایستاد.
در اصل به عنوان گرایش ستیزه‌جویان و ستیزه‌جو، گروه‌بندی مارکسیستی در حزب کارگر بریتانیا در دهه ۱۹۷۰ و دهه ۱۹۸۰ شناخته شده‌است، حزب سوسیالیست اسکاتلند نیز از تبار کار مبارز اسکاتلندی که تشکیل اتحاد سوسیالیست اسکاتلند  در سال ۱۹۹۶ پس از یک بحث در میان اعضای CWI در اسکاتلند در مورد این که چه نوع سازمانی تشکیل شود. اتحادیه سوسالیست‌های اسکاتلند به عنوان یک تشکیلات چپ گسترده راه اندازی شد که خود وابسته به CWI نبود اما در آن کارگران ستیزه‌جوی اسکاتلندی، به نام جنبش بین‌المللی سوسیالیست، نقش اصلی را داشتند.
در سال ۱۹۹۹، اتحاد سوسیالیست. های به حزب سوسیالیست اسکاتلند تبدیل شد. اکثریت ISM به‌طور فزاینده ای از CWI دور شده و در نهایت در سال ۲۰۰۲ به عدم رضایت از آن رأی دادند. این منجر به ترک اعضای طرفدار CWI ISM برای تشکیل سوسیالیستهای بین‌الملل شد.
در اوت ۲۰۰۶، سوسیالیست‌های بین‌الملل قصد خود را برای ترک SSP اعلام کردند و با یک گروه جدید به رهبری تامی شریدان و همچنین مشارکت حزب کارگران سوسیالیست، به نام همبستگی - جنبش سوسیالیست اسکاتلند (که معمولاً فقط «همبستگی» است) به نیروهای خود پیوستند) در ژوئن ۲۰۱۰، این گروه نام خود را به حزب سوسیالیست اسکاتلند تغییر داد.
در آغاز سال ۲۰۱۵، همبستگی با انشعاب خود روبرو شد زیرا حزب سوسیالیست اسکاتلند پشتیبانی خود را از حزب پس گرفت و گفت شریدان هنگامی که او و همبستگی خواستار رأی دادن به SNP در انتخابات عمومی ۲۰۱۵ شدند به سمت راست حرکت کردند.
در سال ۲۰۱۷، حزب سوسیالیست اسکاتلند در انتخابات رهبری حزب کارگران اسکاتلند، به دلیل حمایت انتقادی از ریچارد لئونارد، توسط مبارزات انتخاباتی انس سرور مورد حمله علنی قرار گرفت.

## مبارزات
در اوت ۲۰۰۷، اعضای سوسیالیست‌های بین‌الملل در حمایت از ادعای خود برای درجه‌بندی بالاتر که برنده شدند، در اعتصاب بیش از ۶۰۰ مددکار اجتماعی گلاسگو نقش اصلی را داشتند. در سال ۲۰۱۵، دوباره آنها نقش اصلی را در اعتصاب پیروزمندانه کارگران بی خانمان گلاسکو بازی کردند و در حمایت از اعتصاب موفق «داندی پورترز» علیه NHS Tayside سرسخت بودند. اعضای حزب سوسیالیست اسکاتلند در مبارزاتی مانند جنگ جوانان برای شغل نقش اصلی را دارند. حزب کاملاً از مبارزات موفقیت‌آمیز علیه مالیات اتاق خواب حمایت کرد.
اتحادیه‌های کارگری
اعضای حزب سوسیالیست اسکاتلند از مدیران ملی PCS و Unison هستند، آنها همچنین در سمت‌های رهبری در Dundee City Unison , Glasgow City Unison , CWU شعبه شماره دو اسکاتلند و EIS West Dunbartonshire هستند.
همه‌پرسی استقلال ۲۰۱۴
این حزب خواستار رأی "بله" در همه‌پرسی استقلال اسکاتلند در سال ۲۰۱۴ شد اما جدا از مبارزات رسمی مبارزات انتخاباتی را آغاز کرد و جلساتی را در سراسر کشور به عنوان بخشی از پرونده سوسیالیست " امید بیش از ترس" برای استقلال برگزار کرد.